# Bundestagswahlkreis Brandenburg an der Havel – Potsdam-Mittelmark I – Havelland III – Teltow-Fläming I
Der Wahlkreis Brandenburg an der Havel – Potsdam-Mittelmark I – Havelland III – Teltow-Fläming I (Wahlkreis 60) ist ein Bundestagswahlkreis in Brandenburg. Er umfasst neben der Stadt Brandenburg an der Havel das Gebiet der zum Landkreis Potsdam-Mittelmark gehörigen Gemeinden Beelitz, Bad Belzig, Groß Kreutz (Havel), Kloster Lehnin, Seddiner See, Treuenbrietzen, Werder (Havel) und Wiesenburg/Mark sowie das Gebiet der Ämter Beetzsee, Brück, Niemegk, Wusterwitz und Ziesar. Außerdem gehören zum Wahlkreis aus dem Landkreis Havelland die Gemeinden Milower Land, Premnitz und Rathenow sowie aus dem Landkreis Teltow-Fläming die Gemeinden Jüterbog und Niedergörsdorf.

## Geschichte
Der Wahlkreis besteht in der jetzigen Form seit der Wahlkreisreform von 2002. Im Zuge der Neuordnung der Wahlkreise in Brandenburg wurden damals dem Vorgängerwahlkreis 275 Brandenburg a.d. Havel – Rathenow – Belzig die beiden Gemeinden Jüterbog und Niedergörsdorf, die bis 2002 zum Wahlkreis 278 Luckenwalde – Zossen – Jüterbog – Königs Wusterhausen gehörten, hinzugefügt. Gleichzeitig wurden die beiden Ämter Friesack und Rhinow an den nördlichen Nachbarwahlkreis Prignitz – Ostprignitz-Ruppin – Havelland I abgegeben.
Zum Wahlkreis gehörte ursprünglich das gesamte Gebiet des damaligen Amtes Groß Kreutz. Nach dessen Auflösung 2003 ging vor der Bundestagswahl 2005 die ehemalige Gemeinde Derwitz an den Wahlkreis Potsdam – Potsdam-Mittelmark II – Teltow-Fläming II. 2005 hatte er die Wahlkreisnummer 60, 2009 die Nummer 61 und seit 2013 wieder die Nummer 60. Zur Bundestagswahl 2017 gab der Wahlkreis das Amt Nennhausen an den Wahlkreis Prignitz – Ostprignitz-Ruppin – Havelland I ab. Zur Bundestagswahl 2021 kam die Stadt Werder (Havel) aus dem Wahlkreis Potsdam – Potsdam-Mittelmark II – Teltow-Fläming II neu hinzu.

## Wahlkreisabgeordnete
Wahlkreis Brandenburg an der Havel – Potsdam-Mittelmark I – Havelland III – Teltow-Fläming I bzw. Brandenburg a.d. Havel – Rathenow – Belzig.
| Wahl | Abgeordneter | Abgeordneter            | Partei | Stimmen in % |
| ---- | ------------ | ----------------------- | ------ | ------------ |
| 1990 |              | Hans-Hinrich Knaape     | SPD    | 38,5         |
| 1994 | 50,1         | Hans-Hinrich Knaape     | SPD    |              |
| 1998 |              | Margrit Spielmann       | SPD    | 48,6         |
| 2002 | 46,4         | Margrit Spielmann       | SPD    |              |
| 2005 | 41,2         | Margrit Spielmann       | SPD    |              |
| 2009 |              | Frank-Walter Steinmeier | SPD    | 32,8         |
| 2013 | 33,1         | Frank-Walter Steinmeier | SPD    |              |
| 2017 |              | Dietlind Tiemann        | CDU    | 31,8         |
| 2021 |              | Sonja Eichwede          | SPD    | 32,1         |
| 2025 |              | Arne Raue               | AfD    | 33,6         |

## Wahlergebnisse

### Bundestagswahl 2025
| Kandidaten                                             | Kandidaten             | Parteien/Listen       | Erststimmen | Erststimmen | Zweitstimmen | Zweitstimmen |
| Kandidaten                                             | Kandidaten             | Parteien/Listen       | Stimmen     | %           | Stimmen      | %            |
| ------------------------------------------------------ | ---------------------- | --------------------- | ----------- | ----------- | ------------ | ------------ |
|                                                        | Arne Rauegewählt im WK | AfD                   | 53.611      | 33,6        | 50.225       | 31,4         |
|                                                        | Saskia Ludwig          | CDU                   | 30.938      | 19,4        | 29.339       | 18,3         |
|                                                        | Sonja Eichwede         | SPD                   | 41.062      | 25,8        | 27.517       | 17,2         |
|                                                        | Christin Willnat       | Die Linke             | 17.349      | 10,9        | 17.229       | 10,8         |
|                                                        | –                      | BSW                   | –           | –           | 16.250       | 10,2         |
|                                                        | Sylvana Specht         | Bündnis 90/Die Grünen | 5.956       | 3,7         | 9.602        | 6,0          |
|                                                        | Matti Karstedt         | FDP                   | 3.717       | 2,3         | 4.627        | 2,9          |
|                                                        | Dave Korte             | Freie Wähler          | 4.803       | 3,0         | 2.319        | 1,5          |
|                                                        | –                      | Die PARTEI            | –           | –           | 1.224        | 0,8          |
|                                                        | Patrick Achtenberg     | Volt                  | 1.915       | 1,2         | 1.122        | 0,7          |
|                                                        | –                      | Bündnis Deutschland   | –           | –           | 351          | 0,2          |
|                                                        | –                      | MLPD                  | –           | –           | 102          | 0,1          |
| Gesamt                                                 | Gesamt                 | Gesamt                | 159.351     | 100         | 159.907      | 100          |
|                                                        |                        |                       |             |             |              |              |
| Ungültige Stimmen                                      | Ungültige Stimmen      | Ungültige Stimmen     | 1.806       | 1,1         | 1.250        | 0,8          |
| Wähler                                                 | Wähler                 | Wähler                | 161.157     | 79,8        | 161.157      | 79,8         |
| Wahlberechtigte                                        | Wahlberechtigte        | Wahlberechtigte       | 201.899     |             | 201.899      |              |
|                                                        |                        |                       |             |             |              |              |
| Quellen: Die Bundeswahlleiterin, Kandidaten – Ergebnis |                        |                       |             |             |              |              |

### Bundestagswahl 2021
Bei der Bundestagswahl 2021 sind für den Wahlkreis 60 19 Parteien mit Landeslisten und 14 Kandidaten für das Direktmandat angetreten. Die Wahlbeteiligung lag bei 72,7 %.
| Direktkandidat    | Partei           | Erststimmen in % | Zweitstimmen in % |
| ----------------- | ---------------- | ---------------- | ----------------- |
| Dietlind Tiemann  | CDU              | 20,1             | 15,3              |
| Axel Brösicke     | AfD              | 16,5             | 16,4              |
| Sonja Eichwede    | SPD              | 32,1             | 33,3              |
| Tobias Bank       | DIE LINKE        | 8,7              | 8,3               |
| Patrick Meinhardt | FDP              | 6,4              | 8,2               |
| Alexandra Pichl   | GRÜNE            | 6,5              | 8,4               |
| –                 | Tierschutzpartei | –                | 2,5               |
| Isabell Knauff    | Die PARTEI       | 1,7              | 1,2               |
| Michael Müller    | FREIE WÄHLER     | 3,8              | 2,6               |
| –                 | NPD              | –                | 0,3               |
| –                 | DKP              | –                | 0,1               |
| Martina Schallert | ÖDP              | 0,3              | 0,2               |
| –                 | MLPD             | –                | 0,1               |
| Guido Esser       | dieBasis         | 1,6              | 1,5               |
| –                 | Die Humanisten   | –                | 0,1               |
| Mathias Täge      | PIRATEN          | 0,6              | 0,4               |
| –                 | Team Todenhöfer  | –                | 0,2               |
| Thomas Rödiger    | UNABHÄNGIGE      | 0,8              | 0,7               |
| –                 | Volt             | –                | 0,3               |
| Corinna Conrad    | Einzelbewerber   | 0,7              | –                 |
| Klaas Hinners     | Einzelbewerber   | 0,3              | –                 |

### Bundestagswahl 2017
Bei der Bundestagswahl 2017 traten in diesem Wahlkreis 15 Parteien mit Landeslisten für Brandenburg an. In diesem Wahlkreis traten 9 Kandidaten für das Direktmandat an.
| Direktkandidat             | Partei           | Erststimmen in % | Zweitstimmen in % |
| -------------------------- | ---------------- | ---------------- | ----------------- |
| Dietlind Tiemann           | CDU              | 31,8             | 28,2              |
| Erardo Rautenberg          | SPD              | 25,1             | 20,7              |
| Anke Domscheit-Berg        | DIE LINKE        | 15,1             | 16,6              |
| Klaus-Dieter Riedelsdorf   | AfD              | 16,9             | 17,9              |
| Till Heyer-Stuffer         | GRÜNE/B90        | 03,4             | 04,2              |
| —                          | NPD              | —                | 00,9              |
| Eric Vohn                  | FDP              | 04,6             | 06,5              |
| Bettina Sommerlatte-Hennig | FREIE WÄHLER     | 02,0             | 01,2              |
| —                          | MLPD             | —                | 00,1              |
| —                          | BGE              | —                | 00,4              |
| Werner Becker              | DKP              | 00,4             | 00,2              |
| —                          | DM               | —                | 00,3              |
| —                          | ÖDP              | —                | 00,2              |
| —                          | Die PARTEI       | —                | 01,1              |
| —                          | Tierschutzpartei | —                | 01,7              |
| Mathias Täge               | Piraten          | 01,7             | —                 |

### Bundestagswahl 2013
Bei der Bundestagswahl 2013 traten in diesem Wahlkreis 12 Parteien mit Landeslisten für Brandenburg an.
In diesem Wahlkreis traten acht Kandidaten für das Direktmandat an, darunter ein Einzelbewerber.
| Direktkandidat          | Partei          | Erststimmen in % | Zweitstimmen in % |
| ----------------------- | --------------- | ---------------- | ----------------- |
| Frank-Walter Steinmeier | SPD             | 33,1             | 26,2              |
| Andrea Astrid Voßhoff   | CDU             | 32,8             | 34,0              |
| Diana Hertha Golze      | DIE LINKE       | 23,8             | 22,9              |
| Maik Schneider          | NPD             | 03,3             | 02,6              |
| Frank Steinert          | PIRATEN         | 02,5             | 02,0              |
| Yvonne Plaul            | GRÜNE/B90       | 02,4             | 03,8              |
| Max Koziolek            | FDP             | 01,6             | 02,3              |
| —                       | REP             | —                | 00,2              |
| —                       | MLPD            | —                | 00,1              |
| —                       | AfD             | —                | 04,9              |
| —                       | pro Deutschland | —                | 00,4              |
| —                       | FREIE WÄHLER    | —                | 00,8              |
| Thomas Rödiger          | Einzelbewerber  | 00,5             | —                 |

### Bundestagswahl 2009
Die Bundestagswahl 2009 hatte folgendes Ergebnis:
| Direktkandidat          | Partei                                      | Erststimmen in % | Zweitstimmen in % |
| ----------------------- | ------------------------------------------- | ---------------- | ----------------- |
| Frank-Walter Steinmeier | SPD                                         | 32,9             | 27,7              |
| Diana Golze             | DIE LINKE                                   | 28,5             | 28,6              |
| Andrea Astrid Voßhoff   | CDU                                         | 24,7             | 24,0              |
| Heinz Lanfermann        | FDP                                         | 05,9             | 08,0              |
| Joachim Gessinger       | GRÜNE/B90                                   | 03,8             | 04,9              |
| Dieter Manfred Brose    | NPD                                         | 03,0             | 02,4              |
| —                       | MLPD                                        | —                | 00,1              |
| —                       | BüSo                                        | —                | 00,2              |
| —                       | DVU                                         | —                | 00,9              |
| —                       | REP                                         | —                | 00,1              |
| —                       | FWD                                         | —                | 00,6              |
| —                       | PIRATEN                                     | —                | 02,5              |
| Lothar Sommer           | Einzelbewerber (Spitzenkandidat der Bürger) | 00,7             | —                 |
| Hans-Jürgen Rettig      | Einzelbewerber (UBB)                        | 00,6             | —                 |

### Bundestagswahl 2005
Die Bundestagswahl 2005 hatte folgendes Ergebnis:
| Direktkandidat        | Partei     | Erststimmen in % | Zweitstimmen in % |
| --------------------- | ---------- | ---------------- | ----------------- |
| Margrit Spielmann     | SPD        | 41,2             | 37,6              |
| Andrea Astrid Voßhoff | CDU        | 22,5             | 20,2              |
| Diana Golze           | Die Linke. | 26,3             | 26,5              |
| Christian Griebel     | FDP        | 04,2             | 06,6              |
| Martin Köhler         | GRÜNE/B90  | 02,8             | 04,5              |
| Dieter Woche          | NPD        | 03,0             | 02,9              |
| —                     | GRAUE      | —                | 01,0              |
| —                     | 50Plus     | —                | 00,6              |
| —                     | MLPD       | —                | 00,2              |